# Parasparopagraho Jivanam

Symbole du Jaïnisme représentant le cosmos et sa devise

Parasparopagraho Jivanam (Sanskrit: परस्परोपग्रहो जीवानाम् Parasparopagraho Jīvānām) est un sutra sanskrit ou une aphorisme issu d'un verset du Tattvartha Sutra [5.21]. Il est traduit par : les âmes rendent service à d'autres. Mais aussi par : Toutes les vies sont interdépendantes et se doivent un mutuel respect, une mutuelle assistance. La phrase Parasparopagraho Jivanam est composée de trois mots sanskrits : paraspara (mutuel), upagraha (assistance) et jiva (êtres vivants (âmes) — jivanam est le génitif pluriel de jiva). Ce sutra a aussi été accepté comme la devise du jaïnisme.

## Devise du jaïnisme
L'aphorisme Parasparopagraho jīvānām a été accepté comme devise du jaïnisme. Il insiste sur la philosophie de non-violence et d'harmonie écologique avec laquelle l'éthique jaïne et spécialement sa doctrine de l'Ahimsâ et d'Anekantavada — sont basées. Cette devise est inscrite en écriture Devanagari à la base du symbole du jaïnisme qui a été adopté par tous les courants du jaïnisme lors de la commémoration des 2500 ans du Nirvāṇa de Mahavira.

## Vision jaïne de la Nature
Le renommé juriste indien et leader jaïn L. M. Singhvi, dans sa fameuse “Jain declaration of Nature” notait :

« Māhavīra proclama une profonde vérité pour les temps à venir quand il disait :  Celui qui néglige ou déprécie l'existence de la terre, de l'air, du feu, de l'eau et de la végétation, déprécie sa propre existence qui est liée avec ces derniers. La cosmologie jaïne reconnaît le phénomène naturel fondamental de symbiose ou de mutuelle dépendance, qui forme la base moderne de la science de l'écologie. Il est à relever que le terme d'écologie a été exprimé, dans la deuxième moitié du dix-neuvième siècle, grâce au mot grec oikos, signifiant `maison’, un lieu dans lequel on revient. L'écologie est la branche de la biologie qui traite avec les relations des organismes à leur environnement et à d'autres organismes. L'aphorisme jaïn Parasparopagraho Jīvānām (toute vie dépend des autres par assistance mutuelle et interdépendance) est un réconfort contemporain dans ses prémisses et ses mises en perspective. Il définit la portée de l'écologie moderne, laquelle s'étend dans son approfondissement pour une plus agréable ‘maison’. Cela signifie que tous les aspects de la nature vont ensemble et sont liés par des relations aussi bien physiques que métaphysiques. La vie est vue comme un don de l'unité, une demeure et une aide dans un univers peuplé d'éléments interdépendants. »